# Stazione di Dublino Heuston
La stazione di Dublino Heuston, comunemente chiamata stazione Heuston (in irlandese: stáisiún Heuston), è una delle stazioni principali dell'Irlanda e si trova a Dublino. Provvede a servire le zone del sud, sudovest e ovest dell'isola.